# Boleophthalmus boddarti
A Boleophthalmus boddarti a csontos halak (Osteichthyes) főosztályának a sugarasúszójú halak (Actinopterygii) osztályába, ezen belül a sügéralakúak (Perciformes) rendjébe, a gébfélék (Gobiidae) családjába és az iszapugró gébek (Oxudercinae) alcsaládjába tartozó faj.
A Boleophthalmus halnem típusfaja.

## Előfordulása
A Boleophthalmus boddarti előfordulási területe az Indiai-óceánban és a Csendes-óceán nyugati részén van; a Perzsa-öbölben is észrevették. Indiától kezdve Kína déli részén keresztül, egészen Új-Guineáig sokfelé fellelhető.

## Megjelenése
Ez a halfaj legfeljebb 22 centiméter hosszú. Az oldalvonalán 61-79 pikkelye van. A tarkója tájékán 25-35 pikkely látható. Az állkapocscsontján levő fogakon kis dudorok láthatók. A nagy szemei magasan kiállnak a fejéből.

## Életmódja
Trópusi halfaj, amely egyaránt megtalálható az édes, sós- és brakkvízben is; a víz alá is lemerül. Főleg a sekély vizű területeken él. A folyótorkolatok mentét és az árapálytérséget választja élőhelyül, ahol algákkal és a Harpacticoida rendbéli rákokkal táplálkozik. A levegőből veszi ki az oxigént.

## Felhasználása
A Boleophthalmus boddartit csak nagyon kis mértékben halásszák, azonban a helybéli halpiacokon néha megtalálható.